# Guglielmo Pesenti

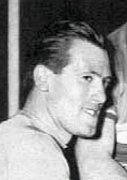
Guglielmo Pesenti (1956)

Guglielmo Pesenti (* 18. Dezember 1933 in Sedrina; † 12. Juli 2002 in Bergamo) war ein italienischer Bahnradsportler.
Seine beiden erfolgreichsten Jahre hatte Guglielmo Pesenti als Amateur: 1956 errang er bei den Olympischen Spielen in Melbourne die Silbermedaille im Sprint, wurde Dritter in dieser Disziplin bei den Bahn-Weltmeisterschaften in Ordrup und italienischer Meister in derselben Disziplin. 1957 konnte er den Titel verteidigen. Auch auf dem Tandem war er erfolgreich, zweimal (1955 und 1957) wurde er italienischer Meister. 1957 wurde er in Rocourt Vize-Weltmeister im Sprint und gewann den renommierten Sprint-Klassiker Grand Prix de Paris sowie den Grand Prix Kopenhagen. Zudem gewann er die italienische Wintermeisterschaft. Anschließend wurde er Profi, konnte jedoch bis auf den dritten Platz bei den nationalen Meisterschaften 1961 keine größeren Erfolge mehr erzielen. Zum Ende der Saison 1963 beendete er seine Laufbahn.
Pesenti war der Sohn des Radrennfahrers Antonio Pesenti.